# Hofbieber

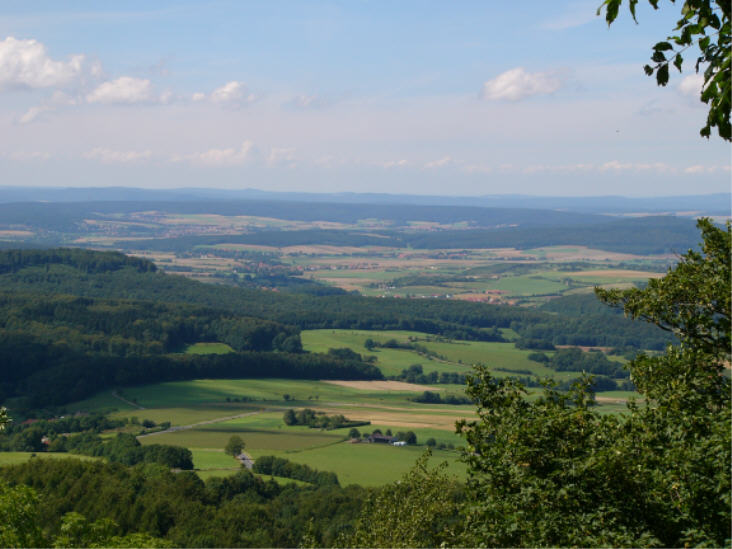
Blick von der Milseburg aus in die Gemeinde Hofbieber

Die Großgemeinde Hofbieber liegt im Landkreis Fulda in Osthessen, Deutschland und liegt mit ihren 16 Ortsteilen im Naturpark Hessische Rhön.

## Geographie

### Nachbargemeinden
Hofbieber grenzt im Norden an die Gemeinde Nüsttal (Landkreis Fulda), im Nordosten an die Stadt Geisa (im Wartburgkreis in Thüringen), im Osten an die Stadt Tann, im Südosten an die Gemeinde Hilders, im Süden an die Gemeinde Poppenhausen, im Südwesten an die Gemeinde Dipperz, sowie im Westen an die Gemeinde Petersberg und im Nordwesten an die Stadt Hünfeld (alle im Landkreis Fulda).

### Ortsteile
Die Ortsteile haben alle eigene Ortsbezirke. (Einwohner Stand 30. Juni 2023)
- Allmus (153)
- Danzwiesen (58) mit dem Weiler Öchenbach (11) und den Gehöften Vorderstellberg, Hinterstellberg und Grabenhof
- Elters (527) mit Weiler Steens und Hof Hahnershof
- Hofbieber (2017) (Hauptort)
- Malerdorf Kleinsassen (342) mit Schackau (126)
- Langenberg (34)
- Langenbieber (934)
- Mahlerts (89)
- Niederbieber (445)
- Obergruben (41)
- Obernüst (187) mit Weiler Boxberg
- Rödergrund-Egelmes (96)
- Schwarzbach (498)
- Traisbach (246)
- Wiesen (380)
- Wittges (93)

## Geschichte

### Steinzeit
Für eine Besiedlung der Gegend in der Altsteinzeit gibt es nur ganz spärliche Hinweise. In der Schotterhochterrasse bei Großenbach, die ca. zwölf Kilometer von Niederbieber entfernt liegt, wurden zahlreiche Quarz- bzw. Tertiarquarzite gefunden, die eindeutig von Menschenhand behauen sind und auf ca. eine Million Jahre datiert werden. Damit gehören sie in die Altsteinzeit oder frühe Mittelsteinzeit, als die Menschen noch Jäger und Sammler und nicht sesshaft waren.
Eine in der Nähe der Ortschaft Schackau gefundene Klinge aus bräunlich-schwarzem Hornstein und weitere Funde aus der Umgebung von Kleinsassen und Oberbernhards gehören jedoch eindeutig zur europäischen Mittelsteinzeit und belegen, dass das Gebiet der heutigen Gemeinde Hofbieber schon früh als Jagdgebiet genutzt wurde.
Aus der Jungsteinzeit, beginnend etwa mit dem 6. Jahrtausend v. Chr., die durch den Übergang zum Ackerbau und zur Viehzucht und somit durch Sesshaftigkeit charakterisiert ist, gibt es wenige Einzelfunde. So fand man zwei Hammeräxte, eine in der Nähe der Ortschaft Danzwiesen, eine andere beim Delzenhof, und ein Steinbeil mit geschliffener Schneide in der Nähe des ehemaligen Bahnhofs Milseburg.

### Bronzezeit
Aus der Hügelgräberbronzezeit, der mittleren Bronzezeit ca. 1600–1250 v. Chr., sind in den Wäldern der Gemeinde einige aus Erde und Stein aufgebaute Grabrundbauten zu finden:
- Erstmals öffnete der Heimatforscher Joseph Vonderau (1863–1951) im Jahre 1906 in der Nähe des Dorfes Traisbach einen solchen Grabhügel mit einem Durchmesser von 14 Metern. Aus den Grabbeigaben war zu ersehen, dass es sich um eine Frauenbestattung handelte (Bronzeschmuck, Gewandnadel). Die Funde befinden sich heute im Vonderau Museum in Fulda.
- Weitere Grabungen fanden in den Jahren 1932 und 1934 unter Leitung von Vonderau durch Schüler der Hermann-Lietz-Schule auf Schloss Bieberstein statt. Sie legten zwei Grabhügel in der Nähe des ehemaligen Bahnhofs Bieberstein frei. Das dort gefundene Material wird auf Schloss Bieberstein aufbewahrt.

Für die so genannte Urnenfelderzeit oder späte Bronzezeit (1250–750 v. Chr.) gibt es aus dem Bereich der Gemeinde Hofbieber lediglich eine am Fuße der Milseburg gefundene Lanzenspitze.

### Eisenzeit
Neben zahlreichen Kleinfunden aus dieser Epoche kann vor allem auf die Ringwallanlage auf der Milseburg (Oppidum Milseburg) verwiesen werden. Die Anlage war wohl bis ins 1. Jahrhundert v. Chr. besiedelt.

### Vom Mittelalter bis 1802/1803
Wie anhand des alten Namens Biberaha für den ältesten Ortsteil Langenbieber zu folgern ist, gaben die Alemannen dem Fluss Bieber und letztendlich der Gegend ihren Namen. aha wurde bei ihnen oft zur Kennzeichnung eines Flusses verwandt. Möglicherweise wurde diese Gegend vor den Alemannen von dem ebenfalls germanischen Stamm der Hermunduren, von denen der römische Schriftsteller Tacitus in Buch 13 seiner Annalen berichtet, bewohnt.
Nachdem die Alemannen von den Franken unter König Chlodwig I. um das Jahr 500 besiegt worden waren, wurde das Gebiet fränkisch. Die Gegend um Hofbieber war zunächst merowingisches Königsgut, wurde jedoch mit der oben erwähnte Schenkung an das Kloster Fulda unter den Karolingern im 9. Jahrhundert Klostergut. Die Bewohner des Biebertales mussten dem Kloster Abgaben leisten. Aus einer Aufzeichnung des Fuldaer Mönches Eberhard geht dazu folgendes hervor: „[...] in Biberaha Lidi [= zwischen Freien und Hörigen anzusiedelnde Gruppe] 6, Slavi [= Slaven, die damals nicht selten in dieser Gegend anzutreffen waren] 36, Servitores [ = Unfreie / Hörige ] 37, Tributarii [ = Zinser/Zinsleute/Abgabepflichtige] 12, qui unam victiman solvunt. [...]“ Später gehörte die Gegend dem Adelsgeschlecht von Eberstein zu Lehen. Dies ist etwa aus einer Urkunde des Jahres 1458 erkenntlich, laut derer Abt Reinhard von Fulda Hermann und Philipp von Eberstein „den hoff und die mule zcu Langenbibra, [...] yren teil der fronwiesen zcu Nidernbibra, item ein burggut zcu Bibersteyn mit siner Zcugehörung [...]“ der Familie Eberstein verlieh.
Die damaligen Bewohner des heutigen Gebietes der Gemeinde Hofbieber hatten sich im Mittelalter und bis in die Frühe Neuzeit hinein, in das damals typische Feudalsystem einzugliedern. Sie führten ein bäuerliches Leben und leisteten Abgaben und Frondienste für die adeligen Grundherren. Die Burg Bieberstein oberhalb ihrer Ortschaften war eine Bürde für die Bevölkerung, denn vor allem hier musste sie ihre Arbeiten verrichten und hierher musste sie ihre Abgaben liefern.
Wie im gesamten Hochstift Fulda, ja in Europa überhaupt, wütete seit dem Ende des 14. Jahrhunderts im Gebiet der Gemeinde Hofbieber mehrfach die Pest. Wie auch in anderen Gegenden führte die Seuche zu einem deutlichen Rückgang der Bevölkerung und mehrfach zu Wirtschaftskrisen. Gegen Ende des 15. Jahrhunderts, zu Beginn des 16. Jahrhunderts erholte sich das Land jedoch langsam davon. In Hofbieber ist dies unter anderem auch daran zu erkennen, dass man sich neuen Vorhaben widmete. So wurde etwa um 1500 eine neue Kirche, im Dorf Allmus eine neue Kapelle gebaut. Die Liste des Jahres 1605 zur Erhebung der Türkensteuer im Fuldaer Hochstift belegt ein deutliches Bevölkerungswachstum. Zu dieser Zeit war Balthasar Nuss, ein hundertfacher Hexenmörder, Zentgraf auf Schloss Bieberstein.
Neues Leid und erneuten Bevölkerungsrückgang brachte der Dreißigjährige Krieg. Wie in vielen Teilen Deutschlands kam es auch in Hofbieber zu Zerstörungen und Plünderungen durch vorbeiziehende Söldnerheere. Zwar wurden die Ortschaften der Region nicht völlig verwüstet, allerdings wurden oft einzelne Höfe niedergebrannt. Ernteschäden hatten nicht selten Hungerkatastrophen zur Folge, so dass die Bevölkerung rasch abnahm. Es ist urkundlich überliefert, dass am Ende des Dreißigjährigen Krieges von ehemals 62 Bauernhöfen, die zum Amt Bieberstein zählten, im Jahre 1649 nur noch 15 in Betrieb waren.
Nur langsam erholte sich die dörfliche Bevölkerung von dieser Zeit.

### Die Gemeinde Hofbieber im 19. Jahrhundert
Im Zuge der allgemeinen Säkularisation 1802/1803 endete auch die Geschichte des Fürstentums Fulda. Das Gebiet fiel zunächst an den Oranier Wilhelm V., der es seinem Sohn Friedrich Wilhelm I. überließ. Da sich Friedrich Wilhelm 1806 jedoch dem neu gegründeten Rheinbund unter dem Protektorat Napoleons nicht anschließen wollte, stellte man das ehemalige geistliche Fürstentum Fulda und mit ihm Hofbieber und die umliegenden Orte unter französische Verwaltung.
Diese Phase bringt für die Bewohner des Landes viel Unglück, wie aus einer "Kronik aus Hofbieber anfangend mit 1788" vom Hofbieberer Pfarrer Joseph Anton Schmitt für diesen Zeitraum hervorgeht: „In diesem und den folgenden Jahren geht es dem Fuldaer Ländchen nicht gut. Das Mobiliar in den Schlössern wird veräußert, die Kanonen zu Bieberstein kommen weg, Gebäude und Grundstücke werden verkauft [...]. Die Leute müssen viele Einquartierungen des durchziehenden Militärs aushalten, besondere Kriegssteuer zahlen, Kriegsfuhren tun, Pferderationen in Heu, Stroh und Hafer liefern. Viele verarmten und die Kinder müssen als Soldaten ins Feld gegen Preußen und Russland. [...].“ (zitiert nach: Kronik aus Hofbieber anfangend mit 1788, aufgezeichnet von Pfarrer Joseph Anton Schmitt, übersetzt und bebildert von A. Spors, in: Hofbieber 1093 - 2003, S. 75.) Allerdings gibt es auch Gutes zu vermelden: Im Jahre 1808 hob Napoleon die Leibeigenschaft auf, so dass auch im Gebiet der Gemeinde Hofbieber zahlreiche Bauern von ihrem Frondienst und den Abgaben befreit waren und nun ihre Höfe auch ihr Eigentum nennen durften.
Die Völkerschlacht bei Leipzig brachte für die Gemeinde Hofbieber zunächst nicht nur die Befreiung von Napoleon. Denn nachdem er bei Leipzig vom 16.–19. Oktober 1813 seine Niederlage hinnehmen musste, zog er sich mit seiner Armee zurück. Vom 27. bis 29. Oktober zog er dabei durch Fulda und auch das Gebiet der Gemeinde, genauer der Ort Traisbach, wurde dabei von einer Soldatengruppe passiert. Dass solche Durchzüge nicht gefahrlos waren, zeigt das Beispiel des Dorfes Buttlar, das niedergebrannt wurde, um die Verfolger im Fortkommen zu hindern. Dass dies Napoleon wenig nützte, zeigt die Tatsache, dass der österreichische Kaiser Franz I. bereits am 31. Oktober Fulda erreichte, also nur zwei Tage später. Ein Mitbringsel der Völkerschlacht und der Verfolgung Napoleons durch Deutschland war das Ausbreiten einer Seuche, einer Art Nervenfieber, wie Pfarrer Schmitt es nannte. Viele starben an ihr. Wie wichtig der neu erstarkten herrschenden Schicht der Sieg über Napoleon war, zeigt sich auch daran, dass man jährlich am 18. Oktober zur Erinnerung an die Völkerschlacht ein feierliches Hochamt und Te Deum in den Kirchen abhalten sollte. Allerdings geschah dies laut Angaben von Pfarrer Schmidt nur sieben Jahre lang.
Im Zusammenhang mit dem Wiener Kongress und der Gründung des Deutschen Bundes 1814/1815 fiel das Gebiet der Gemeinde Hofbieber gemeinsam mit dem Großherzogtum Fulda an Preußen. Allerdings tauschte es Preußen bereits ein Jahr später mit Kurhessen gegen dessen Gebiete am Rhein.
Für die Bewohner der Gemeinde änderte sich jedoch trotz all dieser politischen Veränderungen der Alltag nicht. Ihr Interesse galt nach wie vor der Ernte und die war beispielsweise im Jahre 1816 schlecht, da es zu viel geregnet hatte. Letztendlich führte dies zu Hunger und Elend. War in diesem Jahr das Korn und die Kartoffeln zu teuer, so litten die Bauern in den darauf folgenden Jahren wiederum unter zu niedrigen Preisen. Infrastrukturbezogen wurde in den 1830er Jahren viel für die Gegend getan, doch stöhnten und jammerten die Menschen unter der zusätzlichen Wegebauarbeit sehr.
Durch die Bulle Provida solersque (1821) von Papst Pius VII. und die Bulle Ad Dominici gregis custodiam(1827) von Papst Leo XII. wurden die Diözesen neu eingeteilt. Das Bistum Fulda, das 1829 gegründet wurde, war für das kurhessische Gebiet und damit auch für das Gebiet der heutigen Gemeinde Hofbieber zuständig.
Ab 1834 wanderten auch Menschen aus der Gegend um Hofbieber nach Nordamerika aus, um den ärmlichen Verhältnissen des Rhöner Landlebens zu entfliehen. Allerdings hielt auch in der Rhön der Fortschritt langsam Einzug, so wurden z. B. ab Ende der 1830er Jahre Wasserkanäle durch den Ort Hofbieber gezogen, und Langenbieber erhielt im Jahre 1843 eine eigene Schule. Dennoch ist die Mitte des Jahrhunderts für die Bewohner des Biebertals vor allem durch Hunger und Not, ja für manchen sogar durch einen Kampf ums Überleben geprägt. Pfarrer Schmitt berichtet: „Ich mahnte meine Pfarrkinder zur Barmherzigkeit und Freigebigkeit zur Hülfe in der Noth, und der liebe Gott stärkte meinen Willen, dass ich mit gutem Beispiel voranging: Von meinen seligen Eltern daran gewöhnt, keinen Armen fortzuschicken, tat ich es auch nicht. Der Andrang der Hungernden war groß und erreichte oft am Tag die Zahl von 300, manchmal darüber.“ (ebd. S. 93)
Auch von den durch die Märzrevolution 1848 ausgelösten Wirren blieb das Gemeindegebiet nicht ganz verschont. Vor allem in der Phase nach dem gescheiterten Kampf um Einheit und Freiheit, als die Landesherren darum bemüht waren, wieder Unterdrückung und Entmündigung in ihren Gebieten herzustellen, litt die Gemeinde unter Einquartierungen großer Mengen an Soldaten. Laut Pfarrer Schmitt sollen es zeitweise fast 2000 Mann gewesen sein, „die die Leute belästigten“.
Die historischen Nachrichten für die zweite Hälfte des 19. Jahrhunderts der Gemeinde Hofbieber sind sehr dürftig. Die Kronik aus Hofbieber anfangend mit 1788 vom Hofbieberer Pfarrer Joseph Anton Schmitt, die trotz ihrer Kürze wichtige Hinweise für die Geschichte der Gemeinde im 18. und 19. Jahrhundert liefert, endet mit dem Todesjahr des Pfarrers 1851 und wurde nicht weitergeführt.
Die weiteren Nachrichten über das Gemeindeleben des 19. und auch des 20. Jahrhunderts scheinen noch sehr verstreut und warten auf eine Systematisierung durch die Historiker der Gemeinde: Berichte und Aktenstücke über eine Reihe von Vereinsgründungen liegen vor; das systematische Anlegen einer Schulchronik durch den Hofbieberer Lehrer Johann Adam Biehl ab 1875 gibt zumindest einen kleinen Einblick in den Schulalltag.

### Die Zeit der Weltkriege

#### 1914 bis 1932
Wie alle Städte und Dörfer in Deutschland beklagen auch die Orte der Gemeinde Hofbieber zahlreiche Gefallene und Kriegsversehrte. Mehrere Gedenktafeln in den verschiedenen Ortschaften listen die Toten des Ersten Weltkrieges (1914–1918) und des Zweiten Weltkrieges (1939–1945) zu ihrem Gedenken auf. Dennoch hatten die Menschen dieser Gegend noch Glück, da, abgesehen vom Jahr 1945, das eigentliche Kriegsgeschehen nicht ihre Heimatorte berührte. Zwar änderte sich auch für sie grundlegend das Leben, alleine schon weil zahlreiche Söhne und Väter an die Front zogen, doch blieb ihr Alltag auch weiterhin durch die Arbeit der Landwirtschaft geprägt. Einen kleinen Einblick in die Zeit des Ersten Weltkrieges liefert die vom Ersten Vorsitzenden Franz Xaver Beck verfasste Chronik des 1882 gegründeten Imkervereins von Hofbieber: "Nun kam der Weltkrieg, mit seinen Schrecknissen auch Unglück für die Bienenzucht und den Verein. Viele Völker wurden vernachlässigt, da die Bienenväter zum Militär eingezogen waren und wegen der Rationierung des Zuckers und des sehr hohen Preises für denselben. Es schmolz daher nicht nur die Zahl der Bienenvölker zusammen, sondern auch die Zahl der Vereinsmitglieder und das Interesse für die Bienenzucht war geschwunden." Immerhin gab es den Imkerverein noch während des Krieges. Der ebenfalls 1882 gegründete Gesangverein musste seine Tätigkeit während des Ersten Weltkrieges gänzlich einstellen. Unter diesen allgemein so schwierigen Umständen ist es umso erstaunlicher, dass ausgerechnet in dieser Zeit, nämlich 1915, mit der Familie des Landarztes Dr. Seubert die zweite Familie des Ortes Hofbieber – bei der ersten handelt es sich um die Gastwirtsfamilie Sondergeld – in den Genuss einer Wasserleitung für ihr Häuschen, dem so genannten Schlösschen, kam.
Nachrichten darüber, was sich in der Gemeinde Hofbieber in den Revolutionsmonaten 1918/1919 nach dem Ende des Ersten Weltkrieges zugetragen hat, sind bisher nicht veröffentlicht worden. Aber es kann vermutet werden, dass die Frage, ob Deutschland eine Republik nach demokratischem Muster oder Rätesystem werden solle, in dieser bäuerlichen Gegend wenig erhitzte Gemüter gefunden haben wird. Stattdessen gründet man beispielsweise in Hofbieber 1919 einen Sportverein. Mehr Zündstoff für Diskussionen wird hier wohl das Jahr 1923 mit seiner Inflation geboten haben, die den Spielbetrieb des erst vor 4 Jahren gegründeten Sportvereins zum Erliegen bringt. Auch ist es sicherlich nicht als Zufall zu werten, dass aus der Chronik des Imkervereins für dieses Jahr ausführlich vermeldet wird, dass das Pfund Honig zunächst für 5000 Mark zu haben war und dann sogar für eine Billion Mark, während es nach der Währungsumstellung für eine Rentenmark zu kaufen war. Überhaupt scheint die wirtschaftliche Situation im Laufe der Weimarer Republik im allgemeinen Fokus des Interesses der Gemeinde gelegen zu haben. Orientiert man sich wiederum an den Nachrichten des Imkervereins, so werden die schlechten Jahre betont, die möglicherweise zum gänzlichen Erliegen des Vereinslebens seit Beginn der Weltwirtschaftskrise 1929 geführt haben. Ob die Gründung der 'Schützenabteilung des Krieger-Vereins Hofbieber' am 1. Juli 1928 als Zeichen einer tiefen Depression oder doch eher als Wunsch für eine zukünftige Beseitigung der Schmach von Versailles gewertet werden muss, sei dahingestellt.

#### 1933 bis 1945
Ein für alle – eben auch für die Menschen der ansonsten doch eher vom politisch brisanten Geschehen abgelegenen Gemeinde Hofbieber – miterlebbarer Wandel kam mit dem Jahr 1933. Der Nationalsozialismus beherrschte nun die Bühne der Politik und drang mit seinem Anspruch auf Gleichschaltung bis in die entlegensten Rhöner Dörfer vor. Getragen von einer Ideologie, die unter anderem der Landwirtschaft einen gehobeneren Stellenwert zusprach, war es wenig verwunderlich, dass auch die Gemeinden der Rhön die neuen Veränderungen bemerken mussten. Zeugnis dazu liefert wiederum die Chronik des Imkervereins, die festhält, dass es fortan keinen Vereinsvorsitzenden mehr gab, sondern einen Vereinsführer. Dies ist ein deutliches Zeichen dafür, dass auch hier das so genannte Führerprinzip seine Umsetzung fand. Gleiches gilt für den Sportverein, der ab 1934 die Wahl des Vorstandes nach dem Führerprinzip durchführen musste. Aber damit nicht genug: Für den Imkerverein ist bezeugt, dass die gesamte Vereinssatzung im nationalsozialistischen Sinne umformuliert wurde. Dass die Mitgliederzahlen nun deutlich anstiegen, ist erwähnens- und bedenkenswert! Auch musste der Imkerverein mehr Versammlungen abhalten als sonst, galt es doch vermehrt Vorträge zu guter Bienenhaltung und -zucht anzuhören mit dem übergeordneten Ziel, eine Steigerung der Erträge zu erlangen. Hierzu wurden auch neue technische Geräte eingeführt. Hatte der Verein während des Ersten Weltkrieges unter der Rationierung und Verteuerung des Zuckers gelitten, so erhielten die Imker durch die Nationalsozialisten während des Zweiten Weltkrieges das Privileg der Zuteilung von verbilligtem Zucker. Allerdings waren sie als Gegenleistung zur Zwangsabgabe von Honig und Wachs verpflichtet. Der Verein existierte also auch fast uneingeschränkt während der Zeit des Zweiten Weltkrieges weiter. Andere Vereine, wie z. B. der Gesangverein, der noch 1938 dem gleichgeschalteten Deutschen Sängerbund beigetreten war, oder der Sportverein ließen ihre Tätigkeit in der Zeit von 1939 bis 1945 ruhen.
Dass in der Zeit des Nationalsozialismus „irgendetwas mit den Juden nicht stimmte“, bekamen die Menschen dieser Gegend – wie so oft in Deutschland – nur am Rande mit. „Irgendwann“, so berichten einige alte Leute heute, „sind die jüdischen Viehhändler nicht mehr gekommen“ – mehr hatte man angeblich nicht bemerkt.
Deutlicher wurde dagegen der Krieg wahrgenommen. Zum einen mussten wieder die Väter und Söhne an die Front ziehen und vielfach blieben die Frauen mit all der anfallenden Arbeit alleine zurück. Zum anderen kam das Kriegsgeschehen dieses Mal der Gemeinde bedrohlich nahe. Pfingsten 1943 fielen Bomben auf die ca. 25 km entfernte Wasserkuppe und auch einige Hofbieberer, die sich gerade dort aufhielten, wurden verletzt. Als am 22. Oktober 1943 die Bombenangriffe auf Kassel stattfanden, konnte man noch in der Gemeinde Hofbieber den Feuerschein dieses Infernos sehen. Bei den Bombenangriffen im September und Dezember 1944 auf das 15 km entfernte Fulda starben mehrere Hundert Menschen, darunter auch einige der Gemeinde Hofbieber. Als am 9. Februar 1945 der Weihershof Ziel der alliierten Bombenangriffe wurde, die hier eine Munitionsanstalt vermuteten, zeugten 8 große Trichter und ein zerstörter großer Wasserbehälter von der Lebensgefahr der Bevölkerung der Gemeinde. Der Hofbieberer Volksschullehrer Sippel notiert dazu in der Schulchronik: „Das Ende des Krieges zeichnet sich immer deutlicher ab.“ Als am 22. März 1945 Luftangriffe auf Fulda geflogen wurden, war klar, dass das Gebiet der Gemeinde Hofbieber bald in Feindeshänden sein würde. Dies musste auch der Oberkommandierende des Oberkommando West, Generalfeldmarschall Albert Kesselring erkennen, als sein Versteck, der Milseburgtunnel, bombardiert wurde. Er verließ das Gebiet der Gemeinde – zum Glück für die Bevölkerung – vor den Amerikanern fliehend, in Richtung Osten.
In den letzten Tagen des Krieges erlebte die Gemeinde einen unbeschreiblichen Durchzug von Flüchtlingsströmen, oft von zerschlagenen Wehrmachtseinheiten. Aber auch andere Menschen machten sich – endlich – auf den Weg: „Ehemalige Kriegsgefangene verlassen die Arbeitsplätze und ziehen unbelästigt und in kleinen Trupps abseits der Straße westwärts“, offenbart Lehrer Sippel in seinen Aufzeichnungen schonungslos, eigentlich wie selbstverständlich offen.
Am 1. April rückten die Amerikaner dann in das Gebiet der Gemeinde ein. Quartier bezogen sie in den folgenden Tagen in einigen Häusern, die von der Bevölkerung geräumt werden mussten, und Sperrzeiten wurden verhängt. Allerdings zog die Truppe bereits nach wenigen Tagen weiter Richtung Osten.

### Eingemeindungen
Im Zuge der Gebietsreform in Hessen wurden zum 31. Dezember 1971 die bis dahin selbständigen Gemeinden Allmus, Danzwiesen, Elters, Kleinsassen, Langenbieber, Niederbieber, Rödergrund-Egelmes, Traisbach, Wiesen und Wittges sowie der Ortsteil Langenberg der Gemeinde Dörmbach an der Milseburg mit damals etwa 50 Einwohnern eingemeindet. Zum 1. August 1972 kamen durch Landesgesetz Mahlerts, Obergruben, Obernüst und Schwarzbach aus dem Landkreis Hünfeld hinzu. Für die als Ortsteil eingegliederten Gemeinden wurden Ortsbezirke gebildet.

### Kleiner Grenzverkehr 1989 und Wiedervereinigung
Am 30. Dezember 1989 wurde auch für die Gemeinde Hofbieber die Grenze zur DDR geöffnet. Zwischen Gotthards und Ketten entstand ein kleiner Grenzübergang, der von beiden Seiten voll Neugierde genutzt wurde – allerdings stürmten verständlicherweise mehr Ostdeutsche in den Westen als umgekehrt. Meist war ihr Aufenthalt in den Orten der Gemeinde Hofbieber jedoch nur kurz, vielmehr zogen die Einkaufsmöglichkeiten der Stadt Fulda die Bürger der DDR an.
Rasch gewöhnten sich die Dorfbewohner der Gemeinde Hofbieber an den Anblick von Trabis, die seit der offiziellen Wiedervereinigung im Jahre 1990 immer zahlreicher durch das Gebiet ihrer Gemeinde durchfuhren, um zu ihren neuen Arbeitsstätten im Landkreis Fulda oder gar in der Stadt Frankfurt zu gelangen. Die ehemalige Gemeinde des so genannten Zonenrandgebietes war gleichsam über Nacht in den Mittelpunkt Deutschlands gerückt. Allerdings konnte sie bisher von dieser Lage nur wenig profitieren, sondern blieb Durchgangsstation.

### Verwaltungsgeschichte im Überblick
Die folgende Liste zeigt die Staaten und Verwaltungseinheiten, denen Hofbieber angehört(e):
- vor 1803: Heiliges Römisches Reich, Hochstift Fulda, Amt Bieberstein
- 1803–1806: Heiliges Römisches Reich, Fürstentum Nassau-Oranien-Fulda, Fürstentum Fulda, Amt Bieberstein
- 1806–1810: Kaiserreich Frankreich, Fürstentum Fulda (Militärverwaltung)
- 1810–1813: Großherzogtum Frankfurt, Departement Fulda, Disrrikt Bieberstein
- ab 1816: Kurfürstentum Hessen, Großherzogtum Fulda, Landamt Fulda
- ab 1821/22: Kurfürstentum Hessen, Provinz Fulda, Kreis Fulda[9][Anm. 2]
- ab 1848: Kurfürstentum Hessen, Bezirk Fulda
- ab 1851: Kurfürstentum Hessen, Provinz Fulda, Kreis Fulda
- ab 1867: Norddeutscher Bund, Königreich Preußen,[Anm. 3] Provinz Hessen-Nassau, Regierungsbezirk Kassel, Kreis Fulda
- ab 1871: Deutsches Reich,[Anm. 4] Königreich Preußen, Provinz Hessen-Nassau, Regierungsbezirk Kassel, Kreis Fulda
- ab 1918: Deutsches Reich, Freistaat Preußen,[Anm. 5] Provinz Hessen-Nassau, Regierungsbezirk Kassel, Kreis Fulda
- ab 1944: Deutsches Reich, Freistaat Preußen, Provinz Kurhessen, Landkreis Fulda
- ab 1945: Deutsches Reich, Amerikanische Besatzungszone, Groß-Hessen, Regierungsbezirk Kassel, Landkreis Fulda
- ab 1946: Deutsches Reich, Amerikanische Besatzungszone, Hessen, Regierungsbezirk Kassel, Landkreis Fulda
- ab 1949: Bundesrepublik Deutschland, Hessen, Regierungsbezirk Kassel, Landkreis Fulda

## Bevölkerung

### Einwohnerstruktur 2011/2022
Nach den Erhebungen des Zensus 2011/Zensus 2022 lebten am Stichtag, dem 9. Mai 2011 / 15. Mai 2022, in Hofbieber 6069/6076 Einwohner. Darunter waren 64/247 (3,8 % / 4,1 %) Ausländer, von denen 33/131 aus dem EU-Ausland, 15/48 aus anderen europäischen Ländern und 20/64 aus anderen Staaten kamen./ Nach dem Lebensalter waren 1260/1010 Einwohner unter 18 Jahren, 2516/2196 zwischen 18 und 49, 1203/1554 zwischen 50 und 64 und 1209/1313 Einwohner waren älter./ Die Einwohner lebten in 2413/1750 Haushalten. Davon waren 673/? Singlehaushalte, 657/776 Paare ohne Kindern und 914/780 Paare mit Kindern, sowie 149/197 Alleinerziehende und 30/? Wohngemeinschaften./ In 534/281 Haushalten lebten ausschließlich Senioren und in 1598/1186 Haushaltungen lebten keine Senioren./

### Einwohnerentwicklung
- 1812: 55 Feuerstellen, 573 Seelen[7]

| Hofbieber: Einwohnerzahlen von 1812 bis 2022 | Hofbieber: Einwohnerzahlen von 1812 bis 2022 | Hofbieber: Einwohnerzahlen von 1812 bis 2022 | Hofbieber: Einwohnerzahlen von 1812 bis 2022 | Hofbieber: Einwohnerzahlen von 1812 bis 2022 |
| --- | -------------------------------------------- | -------------------------------------------- | -------------------------------------------- | -------------------------------------------- |
| Jahr |                                              |                                              |                                              | Einwohner                                    |
| 1812 | 1812                                         |                                              | 573                                          | 573                                          |
| 1834 | 1834                                         |                                              | 709                                          | 709                                          |
| 1840 | 1840                                         |                                              | 772                                          | 772                                          |
| 1846 | 1846                                         |                                              | 621                                          | 621                                          |
| 1852 | 1852                                         |                                              | 534                                          | 534                                          |
| 1858 | 1858                                         |                                              | 467                                          | 467                                          |
| 1864 | 1864                                         |                                              | 495                                          | 495                                          |
| 1871 | 1871                                         |                                              | 498                                          | 498                                          |
| 1875 | 1875                                         |                                              | 515                                          | 515                                          |
| 1885 | 1885                                         |                                              | 516                                          | 516                                          |
| 1895 | 1895                                         |                                              | 561                                          | 561                                          |
| 1905 | 1905                                         |                                              | 590                                          | 590                                          |
| 1910 | 1910                                         |                                              | 586                                          | 586                                          |
| 1925 | 1925                                         |                                              | 626                                          | 626                                          |
| 1939 | 1939                                         |                                              | 702                                          | 702                                          |
| 1946 | 1946                                         |                                              | 897                                          | 897                                          |
| 1950 | 1950                                         |                                              | 900                                          | 900                                          |
| 1956 | 1956                                         |                                              | 890                                          | 890                                          |
| 1961 | 1961                                         |                                              | 931                                          | 931                                          |
| 1967 | 1967                                         |                                              | 986                                          | 986                                          |
| 1970 | 1970                                         |                                              | 1.040                                        | 1.040                                        |
| 1980 | 1980                                         |                                              | ?                                            | ?                                            |
| 1987 | 1987                                         |                                              | 2.553                                        | 2.553                                        |
| 2000 | 2000                                         |                                              | ?                                            | ?                                            |
| 2011 | 2011                                         |                                              | 6.007                                        | 6.007                                        |
| 2015 | 2015                                         |                                              | 5.985                                        | 5.985                                        |
| 2020 | 2020                                         |                                              | 6.075                                        | 6.075                                        |
| 2022 | 2022                                         |                                              | 6.078                                        | 6.078                                        |
| Datenquelle: Historisches Gemeindeverzeichnis für Hessen: Die Bevölkerung der Gemeinden 1834 bis 1967. Wiesbaden: Hessisches Statistisches Landesamt, 1968. Weitere Quellen: LAGIS; Statistische Berichte, Zensus 2011, Zensus 2022 Nach 1970 einschließlich der im Zuge der Gebietsreform in Hessen eingegliederten Orte. |                                              |                                              |                                              |                                              |

### Historische Religionszugehörigkeit
| • 1885: | 7 evangelische (= 1,45 %), 475 katholische (= 98,34 %), ein anderes christlich-konfessioneller (= 0,21 %) Einwohner |
| • 1961: | 48 evangelische (= 5,16 %), 879 katholische (= 94,41 %) Einwohner                                                   |
| • 1987: | 260 evangelische (= 5,0 %), 4672 katholische (= 90,5 %), 230 sonstige (= 4,5 %) Einwohner                           |
| • 2011: | 578 evangelische (= 9,5 %), 4948 katholische (= 81,5 %), 543 sonstige (= 9,0 %) Einwohner                           |
| • 2022: | 568 evangelische (= 9,3 %), 4463 katholische (= 74,3 %), 1053 sonstige (= 17,3 %) Einwohner                         |

## Politik

### Gemeindevertretung
Die Kommunalwahl am 14. März 2021 lieferte folgendes Ergebnis, in Vergleich gesetzt zu früheren Kommunalwahlen:
| Sitzverteilung in der Gemeindevertretung 2021Insgesamt 31 Sitze - SPD: 2 - FDP: 3 - CWE: 5 - CDU: 20 - AfD: 1 | Parteien und Wählergemeinschaften | Parteien und Wählergemeinschaften           | % 2021 | Sitze 2021 | % 2016 | Sitze 2016 | % 2011 | Sitze 2011 | % 2006 | Sitze 2006 | % 2001 | Sitze 2001 |
| Sitzverteilung in der Gemeindevertretung 2021Insgesamt 31 Sitze - SPD: 2 - FDP: 3 - CWE: 5 - CDU: 20 - AfD: 1 | CDU                               | Christlich Demokratische Union Deutschlands | 64,3   | 20         | 63,3   | 20         | 42,8   | 13         | 56,9   | 18         | 72,6   | 22         |
| Sitzverteilung in der Gemeindevertretung 2021Insgesamt 31 Sitze - SPD: 2 - FDP: 3 - CWE: 5 - CDU: 20 - AfD: 1 | CWE                               | Christliche Wähler-Einheit                  | 17,1   | 5          | 32,1   | 10         | 28,2   | 9          | 17,5   | 5          | 5,3    | 2          |
| Sitzverteilung in der Gemeindevertretung 2021Insgesamt 31 Sitze - SPD: 2 - FDP: 3 - CWE: 5 - CDU: 20 - AfD: 1 | FDP                               | Freie Demokratische Partei                  | 10,3   | 3          | 4,6    | 1          | 3,0    | 1          | 3,1    | 1          | 3,1    | 1          |
| Sitzverteilung in der Gemeindevertretung 2021Insgesamt 31 Sitze - SPD: 2 - FDP: 3 - CWE: 5 - CDU: 20 - AfD: 1 | GRÜNE                             | Bündnis 90/Die Grünen                       | –      | –          | —      | —          | 14,0   | 4          | 10,0   | 3          | 6,9    | 2          |
| Sitzverteilung in der Gemeindevertretung 2021Insgesamt 31 Sitze - SPD: 2 - FDP: 3 - CWE: 5 - CDU: 20 - AfD: 1 | SPD                               | Sozialdemokratische Partei Deutschlands     | 5,0    | 2          | —      | —          | 12,1   | 4          | 12,4   | 4          | 12,1   | 4          |
| Sitzverteilung in der Gemeindevertretung 2021Insgesamt 31 Sitze - SPD: 2 - FDP: 3 - CWE: 5 - CDU: 20 - AfD: 1 | AfD                               | Alternative für Deutschland                 | 3,3    | 1          | —      | —          | –      | –          | –      | –          | –      | –          |
| Sitzverteilung in der Gemeindevertretung 2021Insgesamt 31 Sitze - SPD: 2 - FDP: 3 - CWE: 5 - CDU: 20 - AfD: 1 | Gesamt                            | Gesamt                                      | 100,0  | 31         | 100,0  | 31         | 100,0  | 31         | 100,0  | 31         | 100,0  | 31         |
| Sitzverteilung in der Gemeindevertretung 2021Insgesamt 31 Sitze - SPD: 2 - FDP: 3 - CWE: 5 - CDU: 20 - AfD: 1 | Wahlbeteiligung in %              | Wahlbeteiligung in %                        | 69,4   | 69,4       | 68,1   | 68,1       | 66,7   | 66,7       | 58,0   | 58,0       | 63,7   | 63,7       |

### Bürgermeister
Nach der hessischen Kommunalverfassung wird der Bürgermeister für eine sechsjährige Amtszeit gewählt, seit dem Jahr 1993 in einer Direktwahl, und ist Vorsitzender des Gemeindevorstands, dem in der Gemeinde Hofbieber neben dem Bürgermeister ehrenamtlich ein Erster Beigeordneter und sieben weitere Beigeordnete angehören. Bürgermeister ist seit dem 1. November 2012 der parteiunabhängige Markus Röder. Sein Amtsvorgänger Marcus Schafft (CDU) war nach einem erfolgreichen Abwahlantrag der Gemeindevertretung aus der zweiten Amtszeit im März 2012 vorzeitig ausgeschieden und damit einem Bürgerentscheid zur Abwahl zuvorgekommen. Der Erste Beigeordnete Matthias Reinhard (CDU) leitete danach die Gemeindeverwaltung kommissarisch und die Wahl des neuen Bürgermeisters musste vorgezogen werden. Markus Röder erhielt am 28. Oktober 2012 im ersten Wahlgang bei 67,9 Prozent Wahlbeteiligung 54,4 Prozent der Stimmen. Es folgten zwei Wiederwahlen, jeweils ohne Gegenkandidaten, zuletzt im Juni 2024.
Amtszeiten der Bürgermeister
- 2012–2030 Markus Röder[26]
- 2003–2012 Marcus Schafft (CDU)[29]
- 1991–2003 Eberhardt Lauer (CDU)[30]

### Ortsbeiräte
Gemeinde Hofbieber
Für Hofbieber, Allmus, Danzwiesen (Milseburg), Elters (mit Steens), Malerdorf Kleinsassen (mit Schackau), Langenberg, Langenbieber, Mahlerts,
Niederbieber, Obergruben, Obernüst, Rödergrund/Egelmes, Schwarzbach, Traisbach, Wiesen und Wittges besteht je ein Ortsbezirk mit Ortsbeirat und Ortsvorsteher, nach Maßgabe der §§ 81 und 82 HGO und des Kommunalwahlgesetzes in der jeweils gültigen Fassung. Die Ortsbezirke entsprechen den Gebieten der ehemaligen Gemeinden.
Die Ortsbeiräte bestehen aus drei bzw. fünf Mitgliedern. Die Ortsbeiräte werden im Rahmen der Kommunalwahlen gewählt. Der Ortsbeirat wählt eines seiner Mitglieder zum Ortsvorsteher bzw. zur Ortsvorsteherin. Für die Wahlergebnisse siehe die entsprechenden Ortsteile.
Ortsbezirk Hofbieber (Kerngemeinde)
Der Ortsbezirk umfasst das Gebiet der ehemaligen Gemeinde Hofbieber.
Der Ortsbeirat besteht aus fünf Mitgliedern. Bei den Kommunalwahlen in Hessen 2021 betrug die Wahlbeteiligung zum Ortsbeirat 60,05 %. Alle Kandidaten gehörten der Bürgerliste an. Der Ortsbeirat wählte Heribert Bleuel zum Ortsvorsteher.

### Wappen
Das Wappen zeigt eine Buche auf weißem Grund mit 16 Blättern, einem abgebrochenen Ast auf der rechten Seite und rechts neben dem Baum ein schwarzes Kreuz.
Das Wappen hat folgende Bedeutung:
- Buche: Die Buche steht allgemein für den Waldreichtum der Gegend und dafür, dass die heutige Großgemeinde Hofbieber zu jenem Gebiet gehört, das bereits von Bonifatius im 8. Jahrhundert wegen seines Buchenreichtums als Buchonia bezeichnet wurde.
- 16 Blätter: Die 16 kräftigen Blätter stehen symbolisch für jede einzelne Ur-Gemeinde.
- Der abgebrochene Ast: Er versinnbildlicht zum einen, dass durch die deutsche Teilung im Jahre 1949 dem ehemaligen Gemeindegebiet Teile verloren gegangen sind, zum anderen, dass bis 1990 die Gemeinde am Eisernen Vorhang so endete, als ob die Welt hier zu Ende wäre.
- Das schwarze Kreuz: Mit diesem christlichen Zeichen erinnert die Gemeinde an ihre lange Zugehörigkeit zum Hochstift Fulda und verdeutlicht somit gleichzeitig ihre katholischen Wurzeln.

## Kultur und Sehenswürdigkeiten
Die dörfliche Kultur stellt sich mittlerweile weniger in echtem gelebten Brauchtum dar, sondern wird vor allem durch die Aktivitäten zahlreicher Vereine (Musik-, Gesangs-, Sport- und Karnevalsvereine, Wander- und Theatergruppen und Freiwillige Feuerwehren) repräsentiert. Auch das Bild vieler der Dörfer ist inzwischen weniger durch alte Fachwerkhäuser charakterisiert, da diese sehr oft abgerissen wurden, wie beispielsweise im Hauptort Hofbieber.

### Bauwerke
- St. Georg (Hofbieber)
- Schloss Bieberstein
- Oppidum Milseburg
- Malerdorf Kleinsassen
- diverse Kirchen der Gemeinde, darunter St. Johannes der Täufer (Allmus)
- Barfuß-Erlebnispfad in Hofbieber

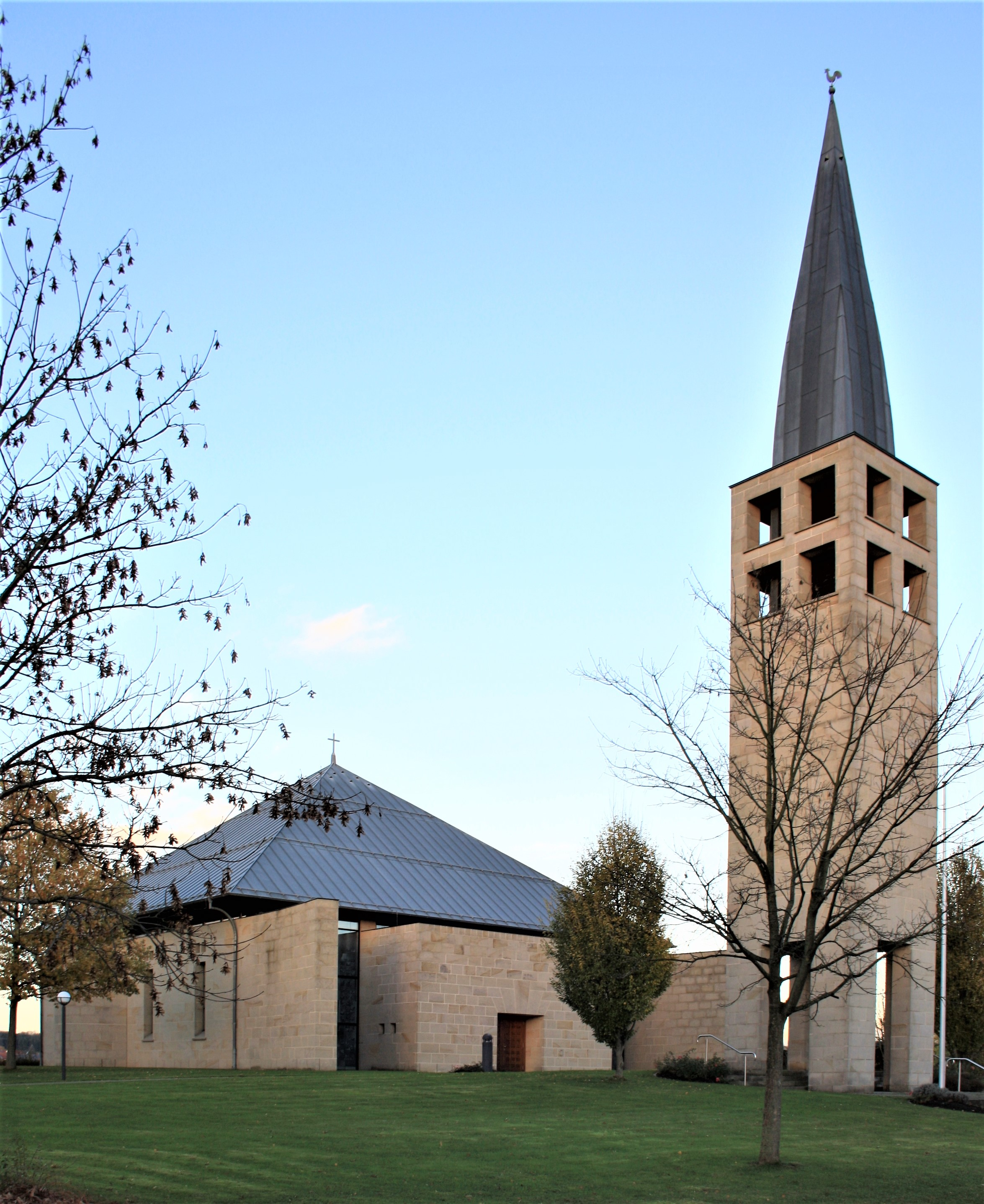
Katholische Kirche St. Isidor in Wiesen
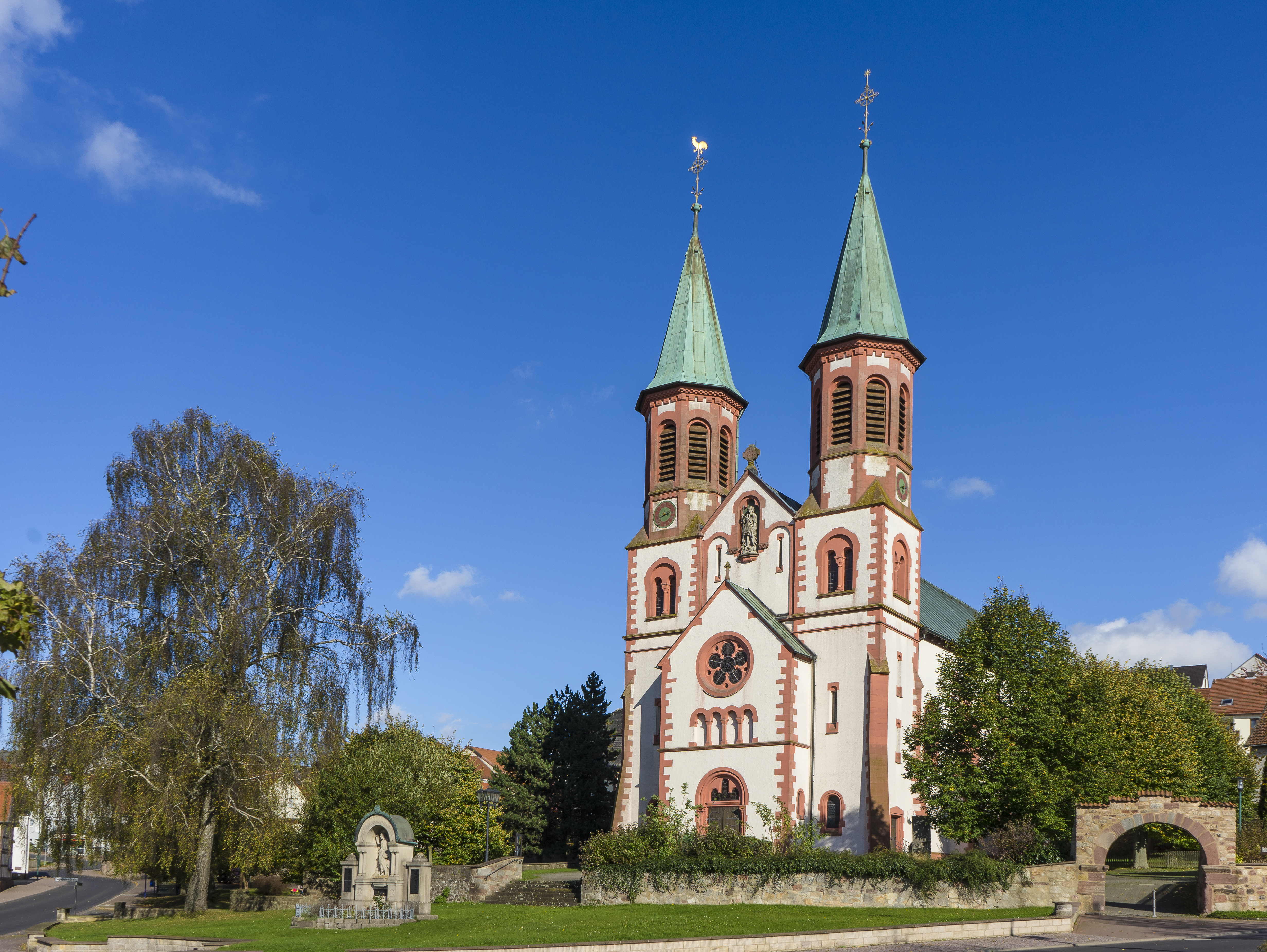
Katholische Pfarrkirche St. Georg
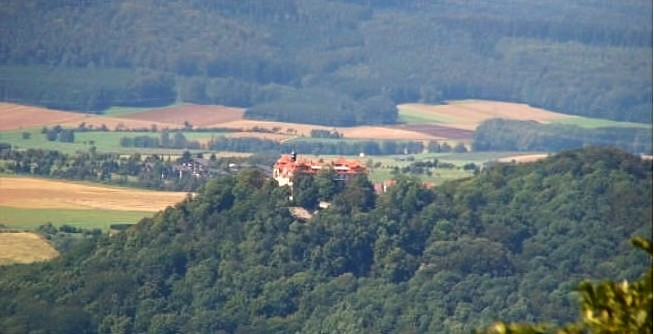
Schloss Bieberstein, Fernblick
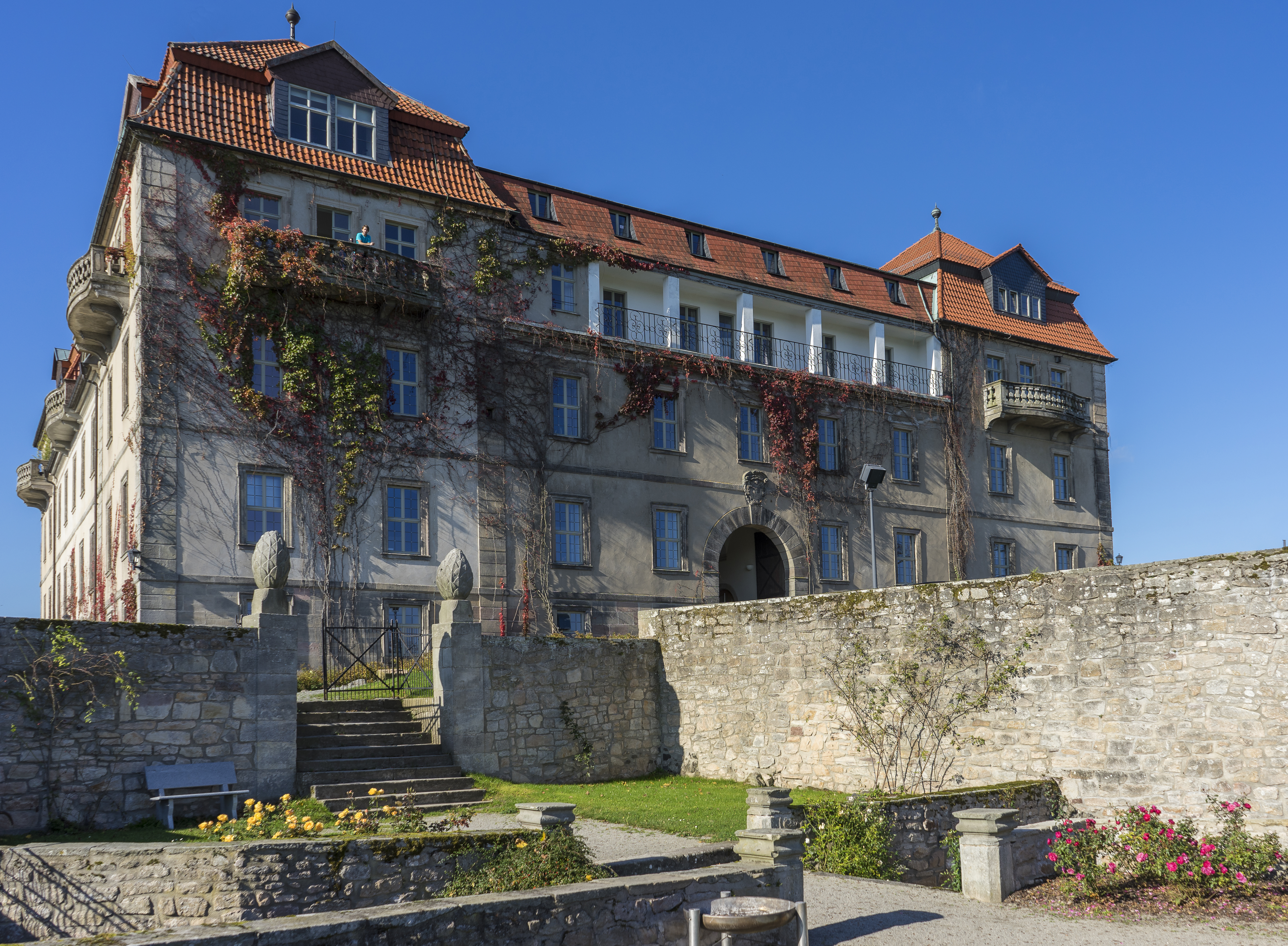
Schloss Bieberstein, Anlage

### Kunst, Theater und Museen
- Kunstausstellungen in der Kunststation Kleinsassen
- Theatergruppen in einer Reihe von Ortsteilen führen volkstümliche Theaterstücke auf, vor allem in der Weihnachtszeit
- Pfundsmuseum für alte Maße, Gewichte und Waagen in Kleinsassen
- Heimatkundliche Sammlung in der Alten Schule in Elters

### Lehrpfade
- Waldlehrpfad Seltene, heimische Baumarten und Waldschadenspfad am Stellberg bei Langenbieber
- Naturlehrpfad Fohlenweide
- Prähistorischer Wanderpfad an der Milseburg

### Wander- und Radwege
Mehrere Hundert Kilometer Radwege und über 175 Kilometer markierte Wanderwege sind in und rund um die Gemeinde Hofbieber angelegt.
- Durch die Ortsteile Wiesen, Niederbieber, Langenbieber und Elters verläuft der Milseburgradweg. Er führt als Teil des hessischen Radfernweges R3 und des Bahnradwegs Hessen auf der ehemaligen Rhönbahntrasse Biebertalbahn/Rhönbahn auf einer Länge von 27 Kilometern von Petersberg-Götzenhof bis Hilders durch die hessische Rhön.
- Themenradweg Ochsentour

## Wirtschaft und Infrastruktur

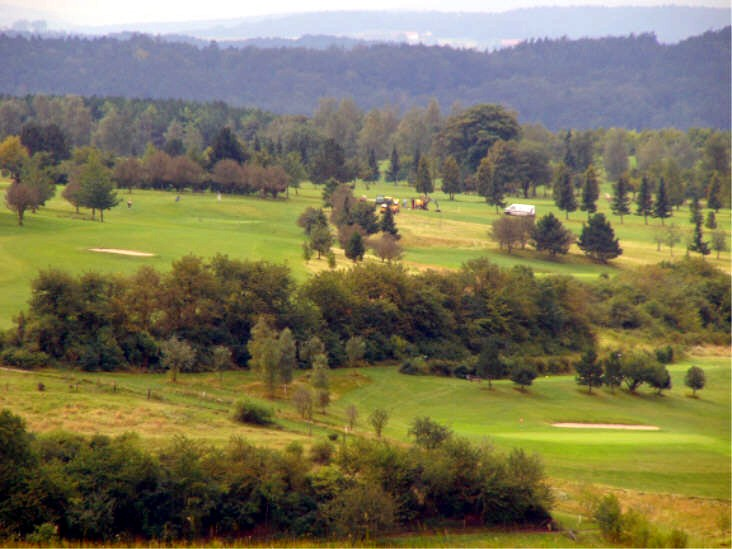
Blick auf den Golfplatz beim Ortsteil Hofbieber

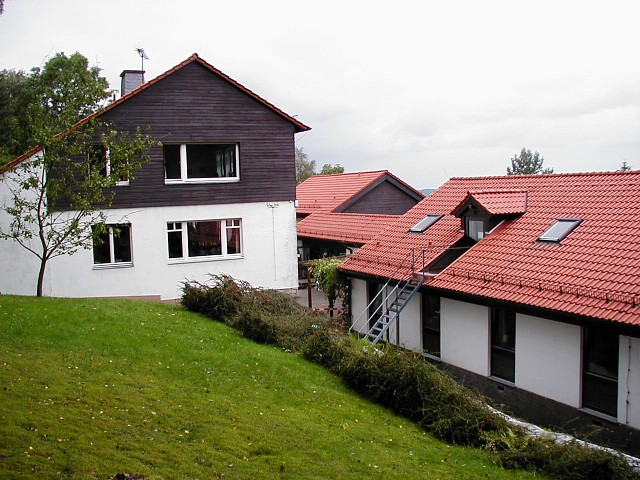
Das Ludwig-Wolker-Haus in Kleinsassen

### Wirtschaftsstruktur
Das Gebiet der Gemeinde umfasst eine Fläche von etwa 90 km². Annähernd 6000 Einwohner leben hier.
Die Gemeinde Hofbieber ist seit Jahrhunderten durch die Landwirtschaft geprägt. Allerdings hat heute die Funktion als landwirtschaftlicher Produktions- und Lebensraum weitgehend an Bedeutung verloren. Nur noch wenige Landwirte betreiben die Landwirtschaft im Vollerwerb, viele sind lediglich als so genannte Feierabendlandwirte tätig.
Die Gemeinde Hofbieber zählt nach der Finanzkraft zu den ärmsten des Landkreises Fulda. Sie ist auch aus diesem Grund bemüht, sich als Ferienregion zu etablieren. Hofbieber ist mittlerweile ein anerkannter Luftkurort und der Ortsteile Schwarzbach ist als Erholungsort ausgewiesen.

### Sport und Freizeit
- Grillplätze
- beheiztes Freibad (Langenbieber)
- Kutsch- und Planwagenfahrten (Niederbieber)
- Reiten (Hofbieber/Schwarzbach)
- Schießen (Hofbieber)
- 200 Meter lange Rodelbahn (Langenbieber)
- Schlittenbahn (Langenbieber)
- 3 Tennisplätze (Hofbieber)
- 18-Loch-Golfplatz (Hofbieber)
- die mit 17 Metern längste Sitzbank der Rhön
- Wassertretbecken (Hofbieber)
- Barfuß-Erlebnispfad (Hofbieber)
- Büchereien in den Ortsteilen
- Kinderspielplätze und Bolzplätze

### Jugendbildungs- und Freizeitstätten
Das „Ludwig Wolker Haus“ in Kleinsassen am Fuße der Milseburg in der Rhön. Ist eine Jugendbildungs- und Freizeitstätte der katholischen Jugendverbände im Bistum Fulda. Träger ist das Jugendwerk St. Michael e. V. in Fulda.

## Persönlichkeiten
Söhne und Töchter der Großgemeinde
- Wendelin Enders (1922–2019), Pädagoge und Politiker (SPD) und Europarat- und Bundestagsabgeordneter
- Reinhard Goering (1887–1936), Schriftsteller
- Hans B. Heil (1919–2006), Bankier

Mit der Gemeinde verbunden
- Sebastian Müller (* 1988), Politiker (CDU), lebt in Hofbieber